# RWD-16
Die RWD-16 war ein polnisches Sport- und Reiseflugzeug der 1930er Jahre.

## Entwicklung
Mit der RWD-16 wollte RWD ein preiswertes und darum in großer Stückzahl zu verkaufendes Leichtflugzeug für den polnischen Markt schaffen. Der Prototyp erhielt ein 50 PS leistendes Walter-Mikron-I-Triebwerk und absolvierte gegen Ende 1936 mit dem Kennzeichen SP–AXY seinen Erstflug. Die Erprobung zog einige Umbauten nach sich; so wurde die Spannweite auf 11,00 m gekürzt und somit die Flügelfläche auf 14,95 m² verringert. Die grundlegendste Änderung betraf den Einbau eines leistungsstärkeren Mikron-II-Motors mit 60 PS. Im Winter 1938/1939 begann bei RWD (DWL) in Warschau-Okęcie der Bau einer kleinen Serie unter der Bezeichnung RWD-16bis. Getestet wurde auch die Verwendung des 60-PS-Motors Avia 3, mit dem das Flugzeug eine Höchstgeschwindigkeit von 172 km/h erreichte. Da der Antrieb aber letztendlich nicht in die Produktion ging, wurden parallel zur Überarbeitung des Flugzeugs Überlegungen zu einer Ausrüstung mit dem britischen Reihenmotor Cirrus Minor mit 90 PS angestellt. Mit dieser Konfiguration wurde schließlich 1939 eine Serie von zehn als RWD-21 benannten Flugzeugen begonnen, die aber ansonsten mit der RWD-16bis baugleich waren. Bis zum Überfall auf Polen konnten nur einige wenige Exemplare hergestellt werden, danach wurde der Bau eingestellt. Eine RWD-21, die durch Überführung nach Rumänien dem Zugriff der deutschen Truppen entzogen werden konnte, gelangte nach Ende des Zweiten Weltkriegs nach Polen zurück.

## Aufbau
Die RWD-16 war ein freitragender Tiefdecker in Ganzholzbauweise. Die Rumpfkonstruktion, in der auch der 70 l fassende Kraftstoffbehälter untergebracht war, wurde aus vier mit Sperrholz beplankten hölzernen Längsholmen gebildet. Die Insassen saßen nebeneinander. Die zweiteilige Tragfläche besaß eine Vorderkante aus Sperrholz. Das Flugzeug besaß ein starres Heckradfahrwerk, dessen Haupträder nicht durch eine Achse miteinander verbunden waren.

## Technische Daten

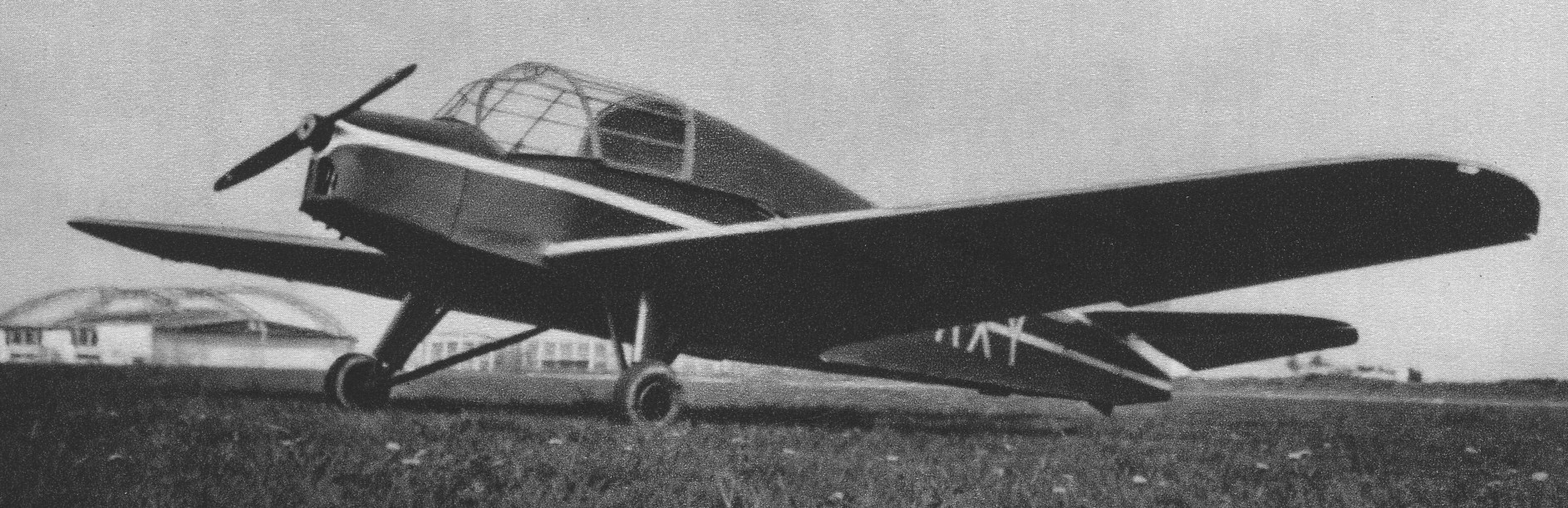
Der Prototyp SP-AXY, 1937

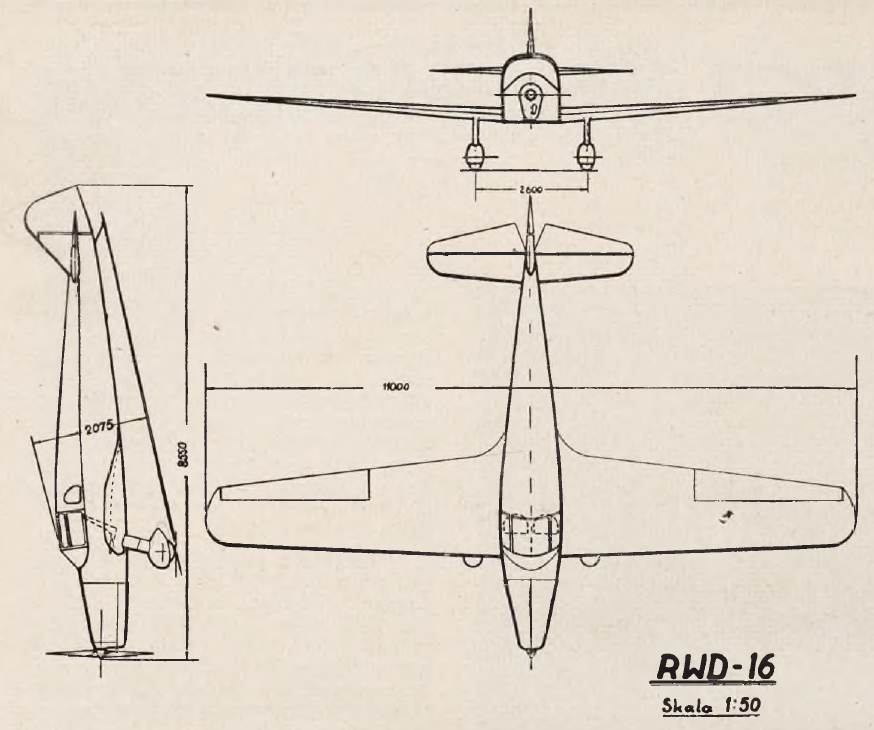
Dreiseitenansicht der RWD-16bis

| Kenngröße             | Daten (RWD-16)                                             |
| --------------------- | ---------------------------------------------------------- |
| Besatzung             | 2                                                          |
| Spannweite            | 11,8 m                                                     |
| Länge                 | 7,51 m                                                     |
| Höhe                  | 2,75 m                                                     |
| Flügelfläche          | 15,3 m²                                                    |
| Flügelstreckung       | 9,1                                                        |
| Flächenbelastung      | 39,9 kg/m²                                                 |
| Leistungsbelastung    | 12,2 kg/PS                                                 |
| Flächenleistung       | 3,3 PS/m²                                                  |
| Leermasse             | 330 kg                                                     |
| Zuladung              | 280 kg                                                     |
| Startmasse            | 610 kg                                                     |
| Antrieb               | ein luftgekühlter Vierzylinder-Reihenmotor Walter Mikron I |
| Nennleistung          | 50 PS (37 kW)                                              |
| Kraftstoffvolumen     | 70 l                                                       |
| Höchstgeschwindigkeit | 145 km/h                                                   |
| Reisegeschwindigkeit  | 120 km/h                                                   |
| Landegeschwindigkeit  | 67 km/h                                                    |
| Steiggeschwindigkeit  | 6,2 m/s                                                    |
| Gipfelhöhe            | 3000 m                                                     |
| Reichweite            | 750 km                                                     |